# Cantone di Jussey
Il Cantone di Jussey è una divisione amministrativa dell'Arrondissement di Vesoul.
A seguito della riforma approvata con decreto del 17 febbraio 2014, che ha avuto attuazione dopo le elezioni dipartimentali del 2015, è passato da 22 a 65 comuni.

## Composizione
I 22 comuni facenti parte prima della riforma del 2014 erano:
- Aisey-et-Richecourt
- Barges
- La Basse-Vaivre
- Betaucourt
- Blondefontaine
- Bourbévelle
- Bousseraucourt
- Cemboing
- Cendrecourt
- Corre
- Demangevelle
- Jonvelle
- Jussey
- Magny-lès-Jussey
- Montcourt
- Ormoy
- Passavant-la-Rochère
- Raincourt
- Ranzevelle
- Tartécourt
- Villars-le-Pautel
- Vougécourt

Dal 2015 i comuni appartenenti al cantone sono i seguenti 65:
- Aboncourt-Gesincourt
- Aisey-et-Richecourt
- Alaincourt
- Ambiévillers
- Arbecey
- Augicourt
- Barges
- La Basse-Vaivre
- Betaucourt
- Betoncourt-sur-Mance
- Blondefontaine
- Bougey
- Bourbévelle
- Bourguignon-lès-Morey
- Bousseraucourt
- Cemboing
- Cendrecourt
- Chargey-lès-Port
- Charmes-Saint-Valbert
- Chauvirey-le-Châtel
- Chauvirey-le-Vieil
- Cintrey
- Combeaufontaine
- Confracourt
- Cornot
- Corre
- Demangevelle
- Fouchécourt
- Gevigney-et-Mercey
- Gourgeon
- Hurecourt
- Jonvelle
- Jussey
- Lambrey
- Lavigney
- Magny-lès-Jussey
- Malvillers
- Melin
- Molay
- Montcourt
- Montdoré
- Montigny-lès-Cherlieu
- La Neuvelle-lès-Scey
- Oigney
- Ormoy
- Ouge
- Passavant-la-Rochère
- Pont-du-Bois
- Preigney
- Purgerot
- La Quarte
- Raincourt
- Ranzevelle
- La Roche-Morey
- La Rochelle
- Rosières-sur-Mance
- Saint-Marcel
- Selles
- Semmadon
- Tartécourt
- Vauvillers
- Vernois-sur-Mance
- Villars-le-Pautel
- Vitrey-sur-Mance
- Vougécourt